# 47P/Ashbrook-Jackson
La Cometa Ashbrook-Jackson, formalmente indicata 47P/Ashbrook-Jackson, è una cometa periodica del Sistema solare, appartenente alla famiglia delle comete gioviane.
Si tratta di una cometa di medie dimensioni con un nucleo del diametro di 5,6 km.
Il suo periodo di rotazione non è ancora stato determinato con certezza, in quanto il periodogramma mostra quattro valori: 11,2 - 15,5 - 21,6 o 44,0 ore; quest'ultimo valore è probabilmente quello più realistico.